# Rivière du Pavillon
Rivière du Pavillon är ett vattendrag i Kanada.   Det ligger i provinsen Québec, i den östra delen av landet, 1 100 km öster om huvudstaden Ottawa.